# Janusz Żmija
Janusz Jerzy Żmija (ur. 6 września 1949 w Rudnie) – polski ekonomista, profesor nauk ekonomicznych, rektor Uniwersytetu Rolniczego im. Hugona Kołłątaja w Krakowie (w kadencjach 2005–2008 i 2008–2012).

## Życiorys
Syn Stanisława i Anny. W 1968 został absolwentem Technikum Rolniczego w Nakle Śląskim. W 1973 ukończył studia z zakresu ekonomiki rolnictwa na Akademii Rolniczej w Krakowie, otrzymując tytuł zawodowy magistra inżyniera rolnictwa. W 1981 na Wydziale Rolniczo-Ekonomicznym tej uczelni uzyskał stopień doktora nauk rolniczych. Habilitował się w 1992 na Uniwersytecie w Rostocku; dokonał następnie nostryfikacji habilitacji w Polsce. 19 kwietnia 2002 otrzymał tytuł profesora nauk ekonomicznych. W pracy naukowej zajął się ekonomiką rolnictwa, organizacją produkcji rolniczej, agrobiznesem oraz zagadnieniami rozwoju obszarów wiejskich.
Zawodowo od 1973 związany z Akademią Rolniczą w Krakowie (w 2008 przekształconą w Uniwersytet Rolniczy). Pracę rozpoczął jako asystent naukowo-dydaktyczny w Instytucie Ekonomiki i Organizacji Rolnictwa. Był kierownikiem Zakładu Agrobiznesu, kierownikiem Katedry Zarządzania i Marketingu w Agrobiznesie, dyrektorem Instytutu Ekonomiki i Zarządzania Przedsiębiorstwami, prodziekanem ds. studenckich Wydziału Rolniczego (1996–2002), dziekanem Wydziału Rolniczo-Ekonomicznego (2002–2005), a także rektorem tej uczelni (2005–2012). W 1997 został powołany na stanowisko profesora nadzwyczajnego, a w 2005 na stanowisko profesora zwyczajnego.
Był członkiem m.in. Komisji Nauk Rolniczych, Leśnych i Weterynaryjnych Członek PAU oraz Komitetu Ekonomii Rolnictwa i Rozwoju Obszarów Wiejskich PAN. W latach 1995–1997 był wiceprzewodniczącym Stowarzyszenia Ekonomistów Rolnictwa i Agrobiznesu, w latach 2014–2017 i 2018–2021 wchodził w skład Rady Głównej Nauki i Szkolnictwa Wyższego, w której sprawował funkcję przewodniczącego Komisji Uprawnień Akademickich. W latach 2008–2021 zasiadał w Radzie Naukowej Instytutu Zootechniki – PIB. Był też członkiem Rady Naukowej Magurskiego Parku Narodowego oraz wiceprzewodniczącym Visegrad University Association.

## Życie prywatne
W 1974 zawarł związek małżeński z Renatą, ma dwóch synów: Jakuba i Dariusza.

## Odznaczenia i wyróżnienia
- Krzyż Kawalerski Orderu Odrodzenia Polski (2011)[6]
- Srebrny Krzyż Zasługi
- Srebrny Medal Honorowy za Zasługi dla Województwa Małopolskiego (2012)[7]
- tytuł doktora honoris causa: Słowackiego Uniwersytetu Rolniczego w Nitrze (2009)[8] oraz Szkoły Głównej Gospodarstwa Wiejskiego w Warszawie (2023)[9]